# Rock Falls (Illinois)
Rock Falls è un comune degli Stati Uniti d'America, situato nell'Illinois, nella contea di Whiteside. Si trova sulle sponde del fiume Rock River.